# 쌍자신투
쌍자신투(雙子神偸: Twins Mission)는 중국에서 제작된 강도해 감독의 2007년 액션 영화이다. 질리안 청 등이 주연으로 출연하였고 슈 샤오밍 등이 제작에 참여하였다.

## 출연

### 주연
- 질리안 청
- 홍금보

### 조연
- 채탁연
- 오경
- 원화